# Хэмптон, Питер
Пи́тер Джо́н Хэ́мптон (англ. Peter John Hampton; 12 сентября 1954, Олдем, Большой Манчестер — 25 сентября 2020, Кипр) — английский футболист и футбольный тренер, играл на позиции флангового защитника.

## Биография

### Игровая карьера
Хэптон дебютировал в профессиональном футболе за «Лидс Юнайтед» 28 апреля 1973 года в матче Первого дивизиона против «Саутгемптона», который «святые» выиграли со счётом 3:1. В том сезоне он сыграл в чемпионате только в двух матчах, а в последующие сезоны выпадал из состава из-за конкуренции с Терри Купером, Тревором Черри и Фрэнком Греем. В сезоне 1976/77 он закрепился в основном составе «белых», но затем вновь потерял место в составе, проиграв конкуренцию Черри и Грею.
В августе 1980 года Хэмптон перешёл в «Сток Сити»; сумма трансфера составила 175 000 фунтов стерлингов. В составе «гончаров» он отыграл четыре сезона, став стабильным основного состава, играя в каждом сезоне по 30 и более матчей.
В мае 1984 года на правах свободного агента перешёл в «Бернли», за который играл в течение трёх сезонов, сыграв 118 матчей и забил 4 гола. В последующие годы по одному сезону играл за «Рочдейл» и «Карлайл Юнайтед», в котором завершил игровую карьеру в 1988 году.

### Смерть
Скончался 25 сентября 2020 года в возрасте 66 лет.